# 玛丽安·勃兰特
玛丽安·勃兰特（德語：Marianne Brandt，1893年10月1日—1983年6月18日）是德国画家、雕塑家、摄影师、铁匠和设计师，曾在魏玛的包豪斯学习，后来于1927年成为德绍包豪斯车间的负责人。如今，勃兰特的灯具和烟灰缸等家居用品的设计被认为是现代工业设计的永恒典范。

## 生平
勃兰特出生于开姆尼茨的一个显赫的家庭。1919年，她嫁给了挪威画家埃里克·勃兰特，与他一起游历挪威和法国。在1924年加入魏玛包豪斯学习金属加工之前，她接受过绘画课程。在包豪斯时，她成为了匈牙利现代主义理论家和设计师拉兹洛·莫侯利-纳吉的学生。她很快升任车间助理，并于1928年接替莫霍利成为车间的代理主任，在这个职位上工作了一年，并为包豪斯与工业界的合作谈了一些最重要的合同。1929年离开包豪斯前往柏林后，勃兰特在沃尔特·格罗皮乌斯的柏林工作室工作。随后，她成为哥达的Ruppel公司的金属设计主管，直到1932年在持续的金融大萧条中她失去了工作。
1933年初，在德国纳粹时期开始后，勃兰特第一次尝试在国外寻找工作，但家庭责任让她回到了开姆尼茨。整个纳粹时期，她都找不到稳定的工作。1939年，她成为纳粹政权官方艺术家组织“帝国文化院”的成员，以获取创作材料。然而，勃兰特从来都不是纳粹党的成员。在分居多年后，她和埃里克·勃兰特于1935年正式离婚。
二战后，勃兰特留在开姆尼茨帮助重建在爆炸中严重受损的住宅。她在东德度过了最后的日子，于萨克森州基希贝格去世，享年89岁。

## 教育

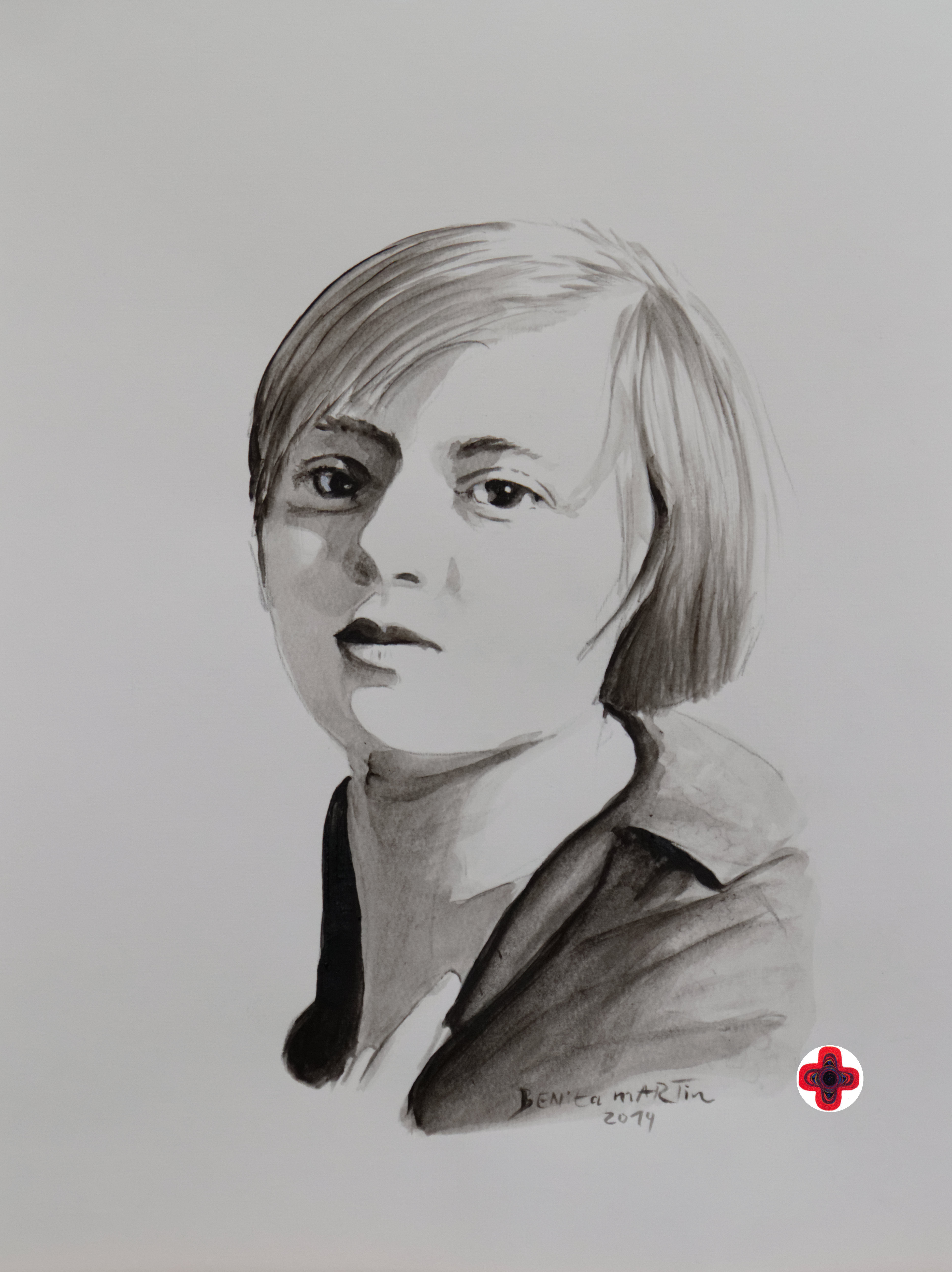
玛丽安·勃兰特的肖像

玛丽安·勃兰特自1911年到1917年在魏玛撒克逊大公艺术学校学习绘画和雕塑。1923年至1928年，她在魏玛和德绍的包豪斯继续学习和任教。工作之余，勃兰特是一名自由艺术家。在师从罗伯特·恩格曼学习雕塑之前，她跟随艺术家弗里茨·麦肯森和罗伯特·魏泽学习绘画。1920年，她进行了为期一年的游学，访问了巴黎和法国南部。她还参加了保罗·克利和康定斯基教授的课程。她和马克斯·柯拉耶夫斯基为德绍的包豪斯建筑设计了灯具配件。1949年到1951年，布兰特在德累斯顿美术学院木、金属和陶瓷系担任讲师，1951年到1954年，她在柏林应用艺术学院工作。
在1900年代初期，没有女性从事绘画、雕刻、建筑或金属加工工作。这些职业通常被视为男性主导的职业。勃兰特无视了这种刻板印象。尽管包豪斯欢迎“任何有声望的人，不分年龄或性别”，但仍然存在强烈的性别偏见。纳吉对勃兰特的承诺和工作印象深刻，他在包豪斯金属车间为她开辟了一个位置。她成为第一位进入金属加工车间的女性。在学生时代，她创作了许多成功的艺术作品。后来有人向勃兰特承认，导师们认为在金属车间没有女性的位置。导师们对有她在场感到不快，并故意让女性们去做枯燥乏味的工作。她的设计如此成功，以至于她在1928年取代纳吉担任车间主任。尽管有人反对她，玛丽安的成功让她登上了职业生涯的顶峰。她帮助建立了工作场所的性别平等，为此，她将永远与包豪斯联系在一起。

## 工作

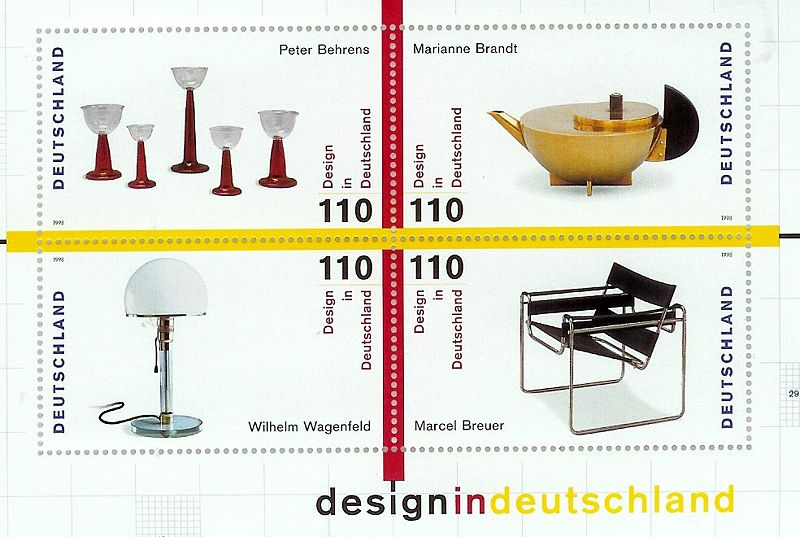
“德国设计”纪念邮票右上角为勃兰特设计的茶具

勃兰特的金属烟灰缸、茶和咖啡具、灯具和其他家居用品的设计现在被公认为是包豪斯中最好的。此外，它们是两次世界大战期间为数不多的大规模生产的包豪斯设计之一。在2007年12月的一次拍卖中，她的一个茶壶——型号为MT49的泡茶器——以创纪录的361,000美元售出。
从1926年开始，勃兰特还制作了一系列摄影蒙太奇作品，尽管到1970年代她放弃了包豪斯风格并生活在共产主义东德后，除了少数作品外，其他所有作品都没有为公众所知。在研究包豪斯历史的埃克哈德·诺伊曼征集早期实验品后，这些蒙太奇照片引起了公众的注意，西方对现代主义实验的兴趣重新抬头。这些蒙太奇照片通常关注两次世界大战期间女性的复杂处境，当时她们在工作、时尚和性方面享有新的自由，但又经常经历传统的偏见。 
1926年，勃兰特与包豪斯一起搬到了德绍，一年后在金属车间负责照明设计，之后于1928年至1929年担任该车间主任。勃兰特的大部分精力都投入到了她的照明设计中。她的早期项目之一是ME78B吊灯（1926年）。这款优雅的铝制吊灯采用简单的碟形灯罩，结合创新的滑轮系统和配重，可轻松调节灯的高度；该吊灯被用于德绍校区的多个地点，包括金属、编织和建筑系，以及格罗皮乌斯自己家的餐厅。
1930和1940年代，布兰特几乎与世隔绝，尽管她在包豪斯毕业后有很多机会。当时她刚刚在德意志工艺联盟举办的展览上展示了五幅照片。展示她作品的部分是由她之前的老板纳吉策划的。从一个工作到另一个工作，从一个项目到另一个项目，勃兰特在她的家乡开姆尼茨生活了16年，没有任何官方职位。她仍然制作作品，但不是出于特定目的或委托。她开始用水彩和蛋彩作画。这些材料更便宜，而且可以更快地完成。这些画有时是忧郁和令人沮丧的，但考虑到她失业和纳粹时期的时间，这并不奇怪。
在东德时期，她还负责对1953年10月至1954年3月在北京和上海举办的 "德国应用艺术"（Deutsche Angewandte Kunst in der DDR）展览进行艺术监督。

勃兰特也是一位先驱摄影师。她创作了实验性的静物作品，但尤其引人注目的是她的一系列自拍。这些往往将她描绘成一个坚强而独立的包豪斯新女性；其他例子显示她的脸和身体在金属球的弯曲和镜面表面上扭曲，创造了她自己和她在包豪斯的主要媒介的混合形象。布兰特是包豪斯为数不多的女性之一，她们远离当时被认为更女性化的领域，例如编织或陶器。

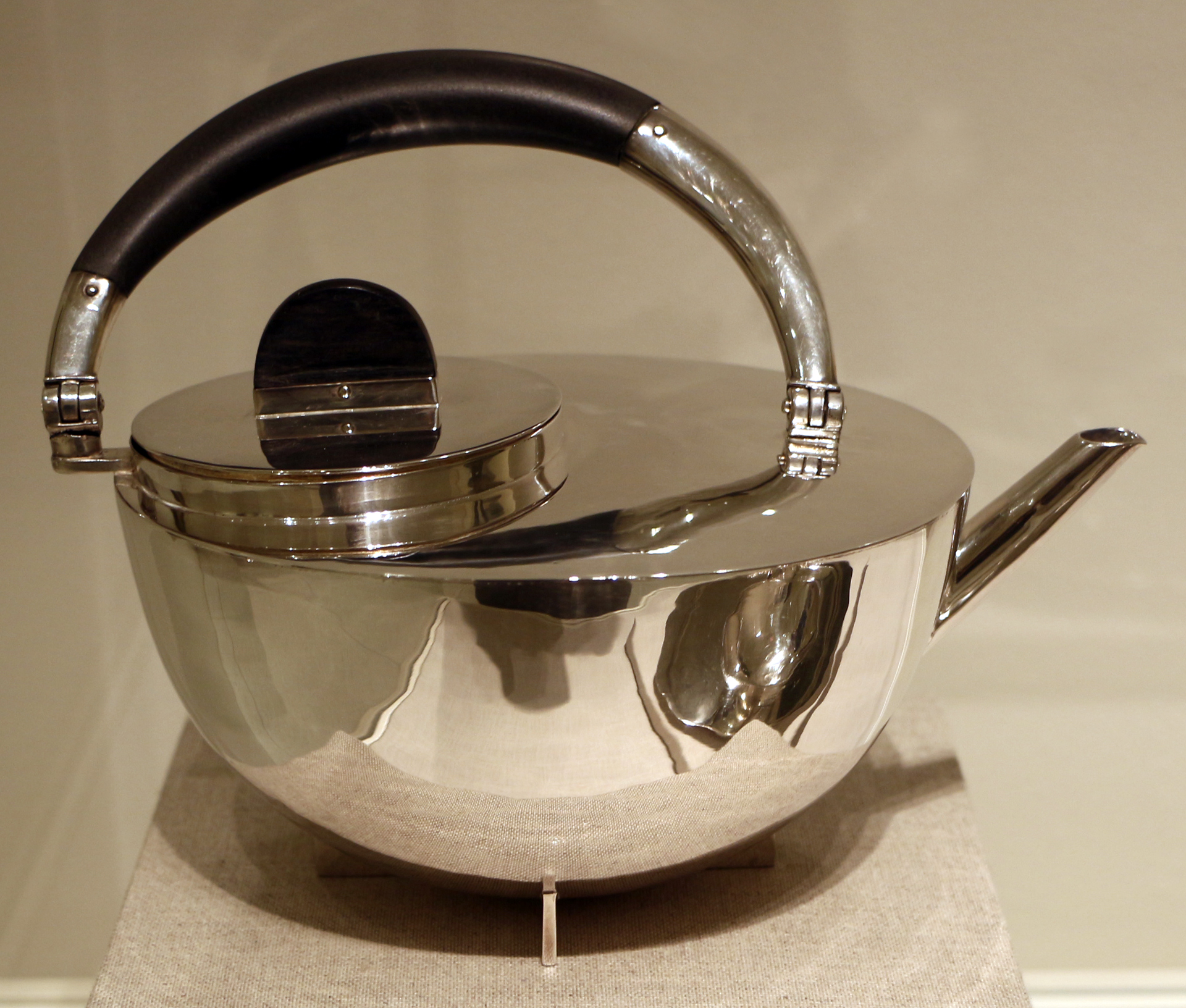
银乌木茶壶
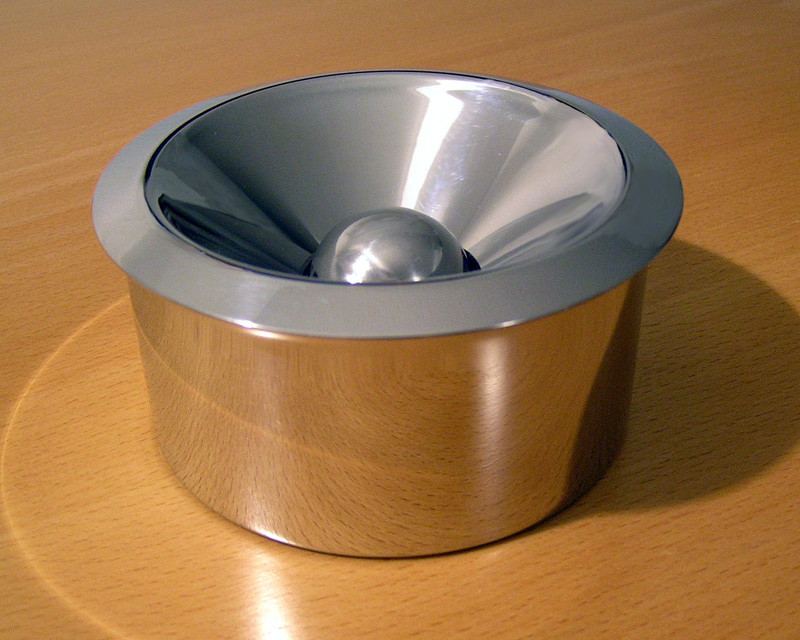
包豪斯时期的烟灰缸
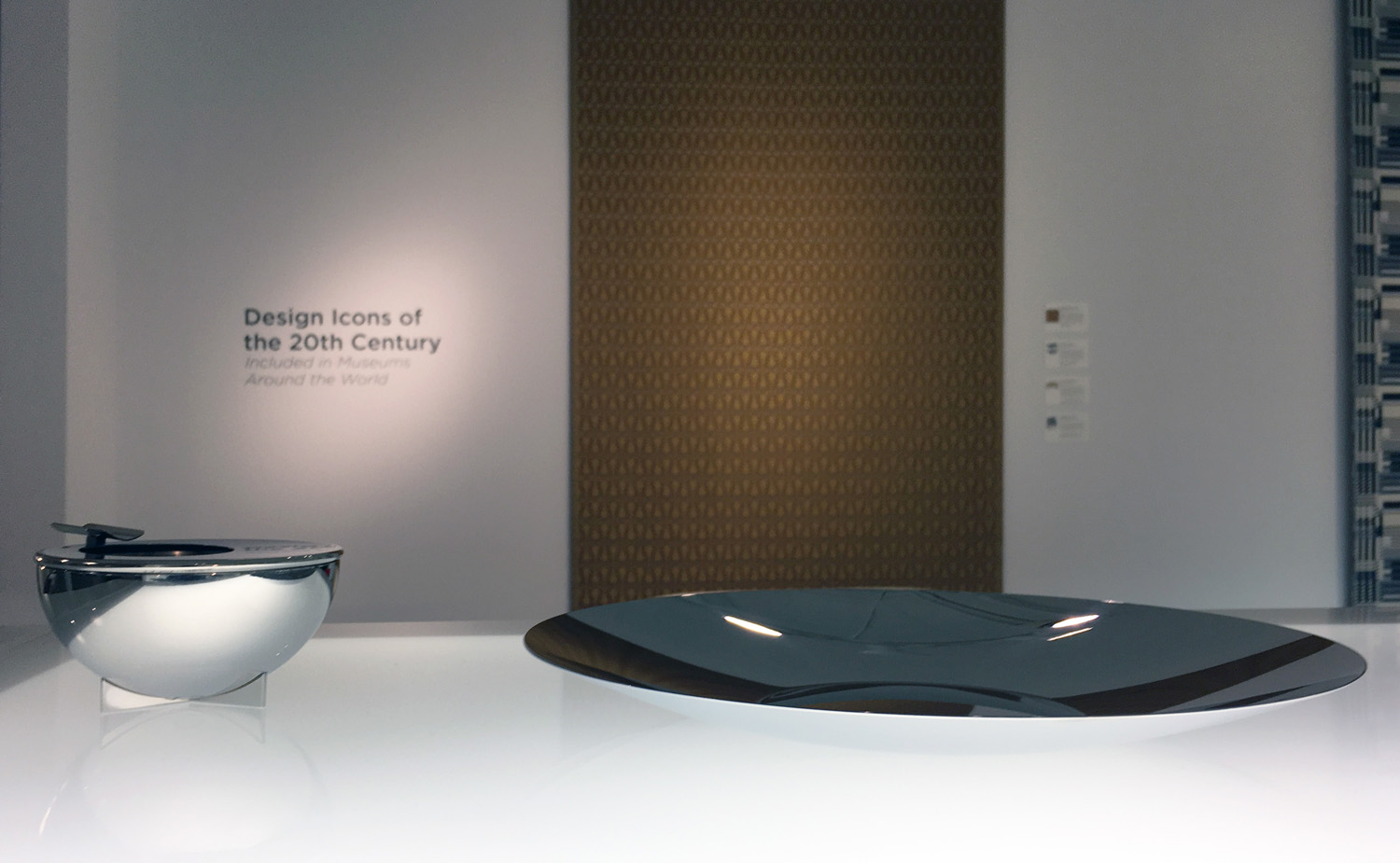
烟灰缸与浅盆
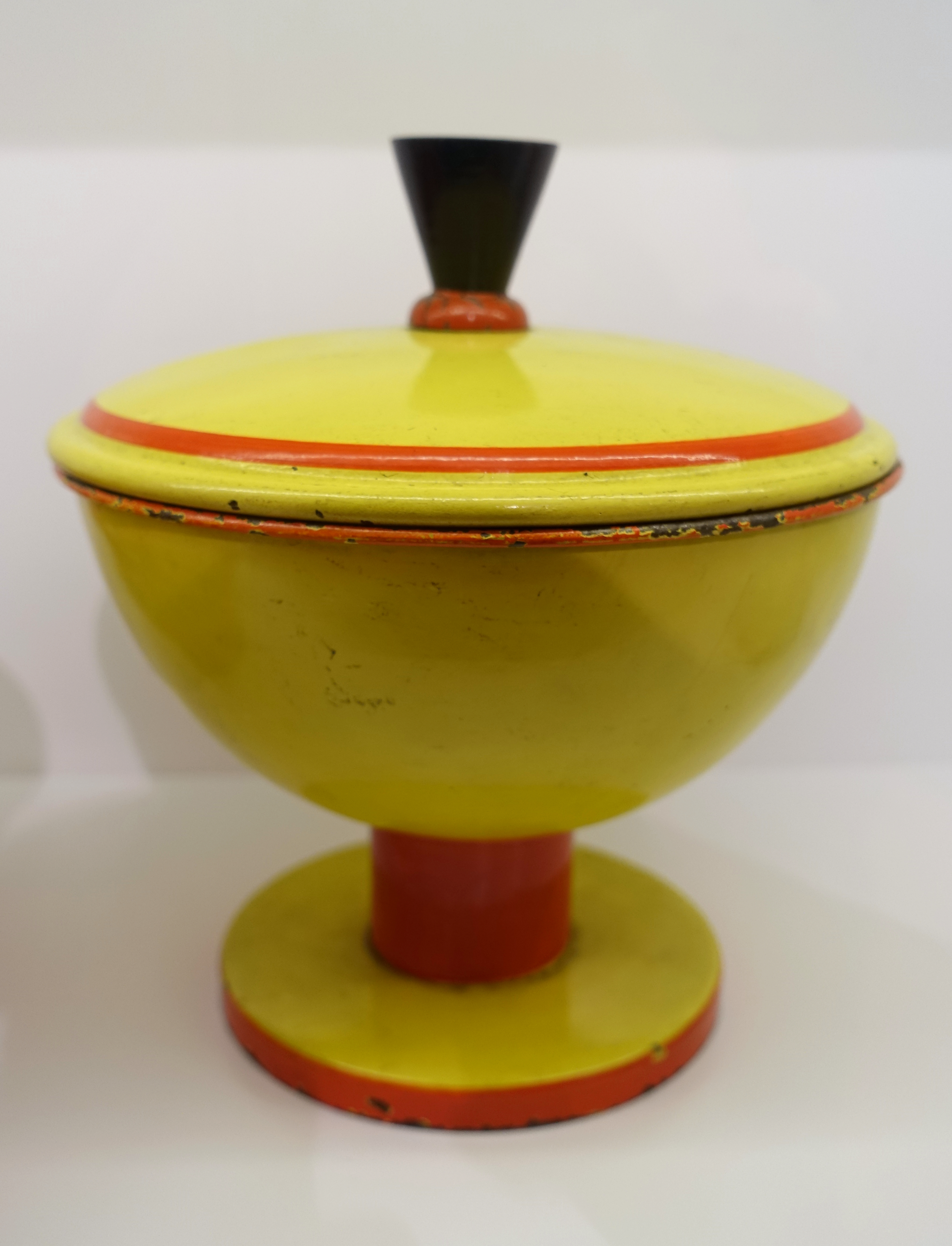
Ruppel时期的罐子
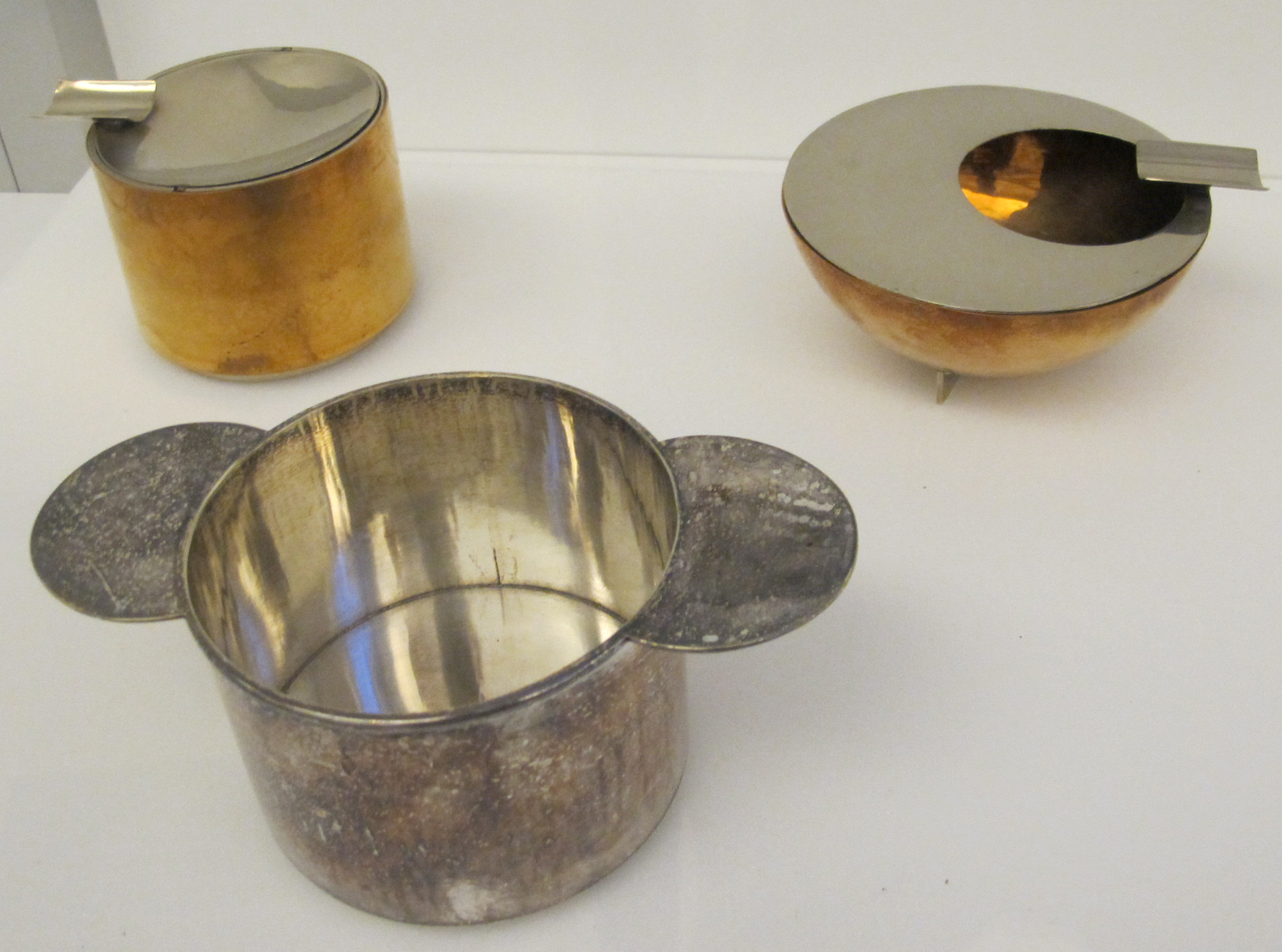
各式容器

## 茶具
勃兰特的茶具使用几何形式，并融合了建构主义和风格派等运动的理念。鲜有装饰。通常采用银、黄铜等材质和乌木手柄。茶具几乎完全是手工制作的，但它导致了类似产品的大规模生产。1985年，意大利金属制品设计公司Alessi获得了勃兰特1924年原创茶具的复制权。除了茶具的权利，该公司还有权生产她1926年设计的带有可拆卸盖子的烟灰缸。

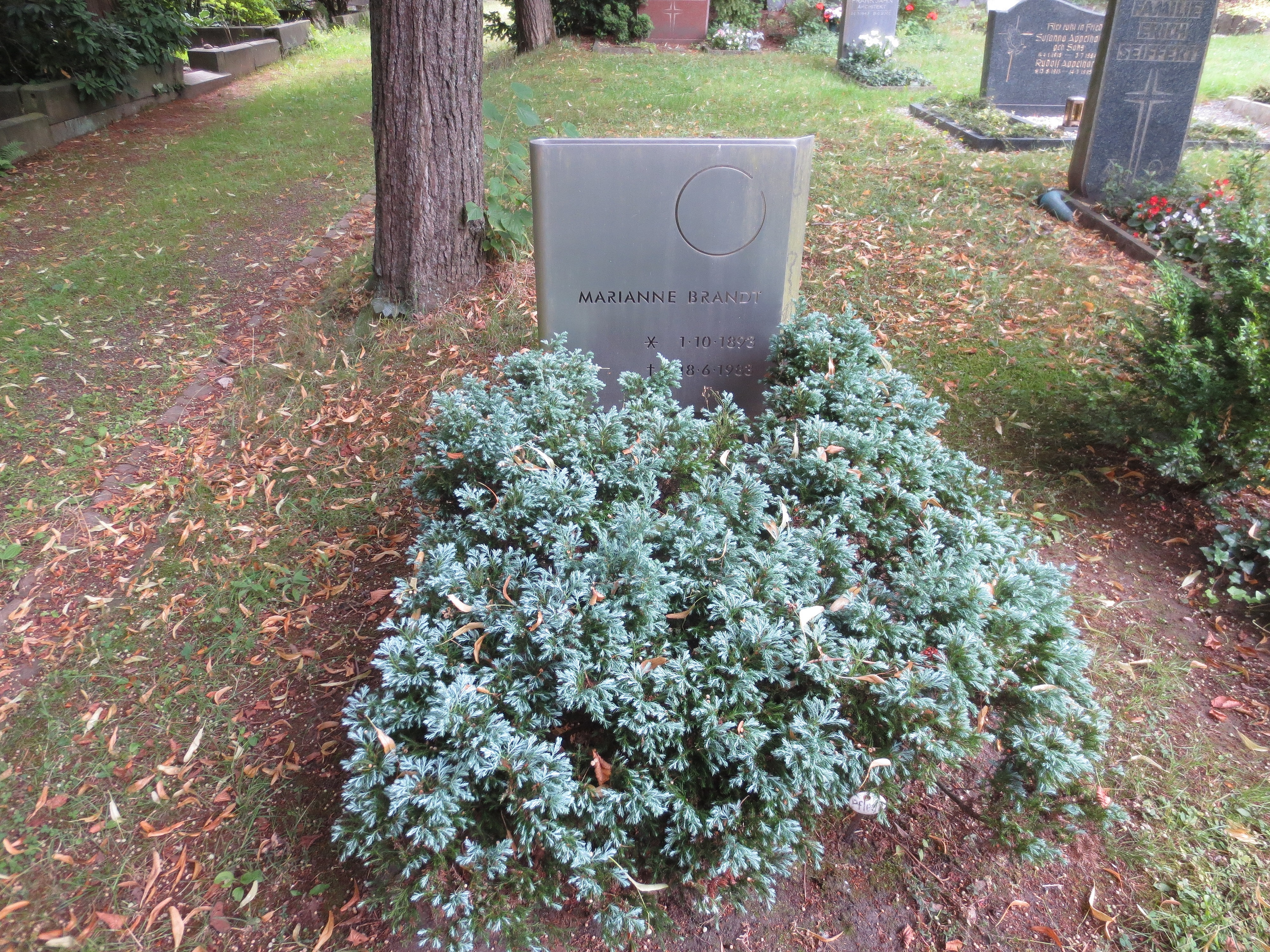
勃兰特的墓地位于开姆尼茨

勃兰特的茶具设计是现代主义早期阶段的特征。形式比装饰更重要，至少在象征意义上与现代大规模生产技术有明显的兼容性。

## 展览
节奏，节奏！玛丽安·勃兰特的包豪斯蒙太奇，最初在柏林包豪斯设计博物馆展出的巡回展览；2005年至2006年，于哈佛大学艺术博物馆、马萨诸塞州、剑桥和纽约国际摄影中心巡回展出。